# Vânători (Iaşi)
Pour les articles homonymes, voir Vânători.
Vânători est une commune du județ de Iași en Roumanie.